# Коченьга (Вологодская область)
Коченьга — деревня в Тотемском районе Вологодской области.
Входит в состав Медведевского сельского поселения, с точки зрения административно-территориального деления — в Медведевский сельсовет.
Расположена при автодороге А123, на левом берегу реки Сухона в месте впадения в неё реки Коченьга. Расстояние до районного центра Тотьмы по автодороге — 56 км, до центра муниципального образования посёлка Камчуга по прямой — 24 км. Ближайшие населённые пункты — Михайловка, Нижняя Печеньга.
По переписи 2002 года население — 37 человек (16 мужчин, 21 женщина). Всё население — русские.
В 1999 году внесена в реестр населённых пунктов Вологодской области под названием Коченга. Изменение в реестр внесено в 2001 году.